# Dictyneis campanensis
Dictyneis campanensis là một loài bọ cánh cứng trong họ Chrysomelidae. Loài này được Jerez R miêu tả khoa học năm 1991.